# Ravení
Ravení är en ort i Grekland.   Den ligger i prefekturen Thesprotia och regionen Epirus, i den nordvästra delen av landet, 300 km nordväst om huvudstaden Aten. Ravení ligger 190 meter över havet och antalet invånare är 179.
Terrängen runt Ravení är huvudsakligen kuperad, men söderut är den bergig. Runt Ravení är det mycket glesbefolkat, med 6 invånare per kvadratkilometer. Närmaste större samhälle är Filiátes, 16,0 km väster om Ravení. == Kommentarer ==
1. ↑  Framräknat ur höjduppgifter (DEM 3") från Viewfinder Panoramas.[2] Mer om algoritmen finns här: Användare:Lsjbot/Algoritmer.
2. ↑  Framräknat ur variansen i alla höjduppgifter (DEM 3") från Viewfinder Panoramas, inom 10 km radie.[2] Mer om algoritmen finns här: Användare:Lsjbot/Algoritmer.